# Trường Đại học Ngoại thương
Trường Đại học Ngoại thương (tiếng Anh: Foreign Trade University, FTU), còn được gọi vắn tắt là Ngoại thương, là một trường đại học công lập Việt Nam, trực thuộc Bộ Công Thương và chịu sự quản lý nhà nước của Bộ Giáo dục & Đào tạo, trụ sở tại số 91 phố Chùa Láng, phường Láng, thành phố Hà Nội. Trường ra đời năm 1960 từ khởi nguồn tiền thân bộ môn ngoại thương thuộc Trường Đại học Kinh tế – Tài chính (nay là Trường Đại học Kinh tế Quốc dân) do Bộ Ngoại giao trực tiếp quản lý, tập trung vào kinh tế đối ngoại; được chính thức tách ra với tên gọi ban đầu là Trường Cán bộ Ngoại giao – Ngoại thương năm 1962, tích hợp cùng Học viện Ngoại giao. Năm 1967, trường Đại học Ngoại thương chính thức được thành lập thuộc Bộ Ngoại thương, rồi chuyển sang Bộ Đại học và Trung học Chuyên nghiệp năm 1985, tái thiết trở thành Bộ Giáo dục và Đào tạo từ năm 1984 cho đến ngày nay.
Trường Đại học Ngoại thương có ba cơ sở: trụ sở chính (cơ sở I) tại thủ đô Hà Nội, Trường Đại học Ngoại thương cơ sở II tại phường Thạnh Mỹ Tây, Thành phố Hồ Chí Minh và Trường Đại học Ngoại thương cơ sở Quảng Ninh được đặt tại phường Vàng Danh, tỉnh Quảng Ninh. Trường đào tạo các lĩnh vực về kinh tế bao gồm kinh tế đối ngoại, kinh doanh quốc tế, thương mại quốc tế, hợp tác kinh tế quốc tế, quản trị cùng các mảng khác như tài chính, ngân hàng, kế toán, kiểm toán, luật kinh tế và ngoại ngữ; đồng thời dàn trải đào tạo cử nhân, thạc sĩ, nghiên cứu sinh khoa học, tiến sĩ. Trường nằm trong những trường thu hút nhiều thí sinh xuất sắc nhất Việt Nam, và cũng là một trong những đơn vị sự nghiệp công lập tự chủ về ngân sách giáo dục đầu tiên.

## Lịch sử

### Thời kỳ tiền thân
Ngành học Ngoại thương chính thức ra đời vào ngày 20 tháng 8 năm 1960, sơ khai là một bộ môn trong Khoa Quan hệ quốc tế do Bộ Ngoại giao trực tiếp quản lý, Trường Đại học Kinh tế – Tài chính (ngày nay là Trường Đại học Kinh tế Quốc dân) điều hành quản lý chung.
Trường Cán bộ Ngoại giao – Ngoại thương có hai bộ môn là Bộ môn Ngoại giao và Bộ môn Ngoại thương. Khóa đầu tiên của Bộ môn Ngoại thương được chiêu sinh vào năm học 1960 – 1961 với 42 sinh viên. Ngày 20 tháng 6 năm 1962, theo Quyết định của Thủ tướng Chính phủ Phạm Văn Đồng, Khoa Quan hệ Quốc tế tách khỏi Trường Đại học Kinh tế – Tài chính để thành lập Trường Cán bộ Ngoại giao – Ngoại thương trực thuộc Bộ Ngoại giao. Trường Cán bộ Ngoại giao – Ngoại thương có trụ sở đặt tại làng Láng, tỉnh Hà Đông cũ, nay là phường Láng Thượng, quận Đống Đa, thành phố Hà Nội (trên khu đất của Trường Đại học Ngoại thương và Học viện Ngoại giao hiện nay). Đây một cơ sở giáo dục đại học độc lập, có chức năng đào tạo chuyên sâu cán bộ làm công tác Ngoại thương. Năm 1965, theo Quyết định số 187/CP ngày 3 tháng 9 năm 1965 của Chính phủ Việt Nam Dân chủ Cộng hòa về việc công nhận trường đại học, Trường Cán bộ Ngoại giao – Ngoại thương được chính thức công nhận thuộc hệ thống các trường đại học của nước Việt Nam Dân chủ Cộng hòa. Cơ sở vật chất ngày đầu mới thành lập của trường tọa lạc trên khu đất khoảng 4,0 hecta nguyên là cơ sở xay xát và nhà kho chứa thóc của Bộ Lương thực. Lúc ban đầu, cơ sở này có khoảng 10 dãy nhà cấp bốn với tường gạch, lợp ngói đã cũ nát và các dãy nhà này được cải tạo thành các lớp học, các phòng ở cho sinh viên và cho một số cán bộ, giảng viên của trường. Thời kỳ tiền thân đánh dấu sự ra đời của trường Ngoại thương. Các giảng viên đầu tiên của trương gồm Lê Văn Ngọ, Nguyễn Đức Dỵ, Nguyễn Doãn Đính, Doãn Tường Vân, Lê Đức Dục, và Thủ tướng Cộng hòa miền Nam Việt Nam Huỳnh Tấn Phát.

### Thời kỳ chiến tranh và đổi mới
Ngày 5 tháng 8 năm 1967, theo đề nghị của Bộ Ngoại giao và Bộ Ngoại thương, Thủ tướng Chính phủ quyết định chia tách Trường Cán bộ Ngoại giao – Ngoại thương thành hai trường: Trường Đại học Ngoại giao (ngày nay là Học viện Ngoại giao) trực thuộc Bộ Ngoại giao và Trường Đại học Ngoại thương thuộc Bộ Ngoại thương (nay là Bộ Công Thương).
Ngay sau khi thành lập, do có chiến tranh, Trường Đại học Ngoại thương phải sơ tán về huyện Mỹ Đức, tỉnh Hà Tây. Trường lúc này đã có các đơn vị chuyên môn như Khoa Nghiệp vụ Ngoại thương, Khoa Ngoại ngữ và Bộ môn Chính trị. Cuối năm 1967, trường chuyển từ nơi sơ tán trở lại Hà Nội.
Ngày 21 tháng 9 năm 1972, Bộ Giáo dục quyết định hợp nhất các đơn vị đào tạo liên quan thành trường Đại học Ngoại thương. Như vậy, tên Trường Đại học Ngoại thương được gọi chính thức bằng văn bản (Quyết định của Bộ) là từ thời điểm này.
Năm 1984 (1985?), Trường Đại học Ngoại thương chuyển từ Bộ Ngoại thương sang trực thuộc Bộ Đại học và Trung học Chuyên nghiệp, nay là Bộ Giáo dục và Đào tạo.
Về ngành, chuyên ngành đào tạo, cho tới cuối năm 1998, trường vẫn chỉ đào tạo một ngành duy nhất là ngành Kinh tế (chuyên ngành Kinh tế đối ngoại). Từ năm học 1999 - 2000, Trường được Bộ Giáo dục và Đào tạo cho phép mở thêm hai ngành mới: ngành Ngoại ngữ (chuyên ngành tiếng Anh thương mại) và ngành Quản trị kinh doanh (chuyên ngành Quản trị kinh doanh quốc tế và Luật kinh doanh quốc tế).
Ngày 16 tháng 7 năm 1993, Cơ sở II Trường Đại học Ngoại thương tại Thành phố Hồ Chí Minh được thành lập.

#### Khen thưởng
Trường được trao Huân chương Lao động hạng Ba, hạng Nhì và hạng Nhất các năm 1985, 1990, 1995.

### Thời hiện đại

#### Phương hướng phát triển

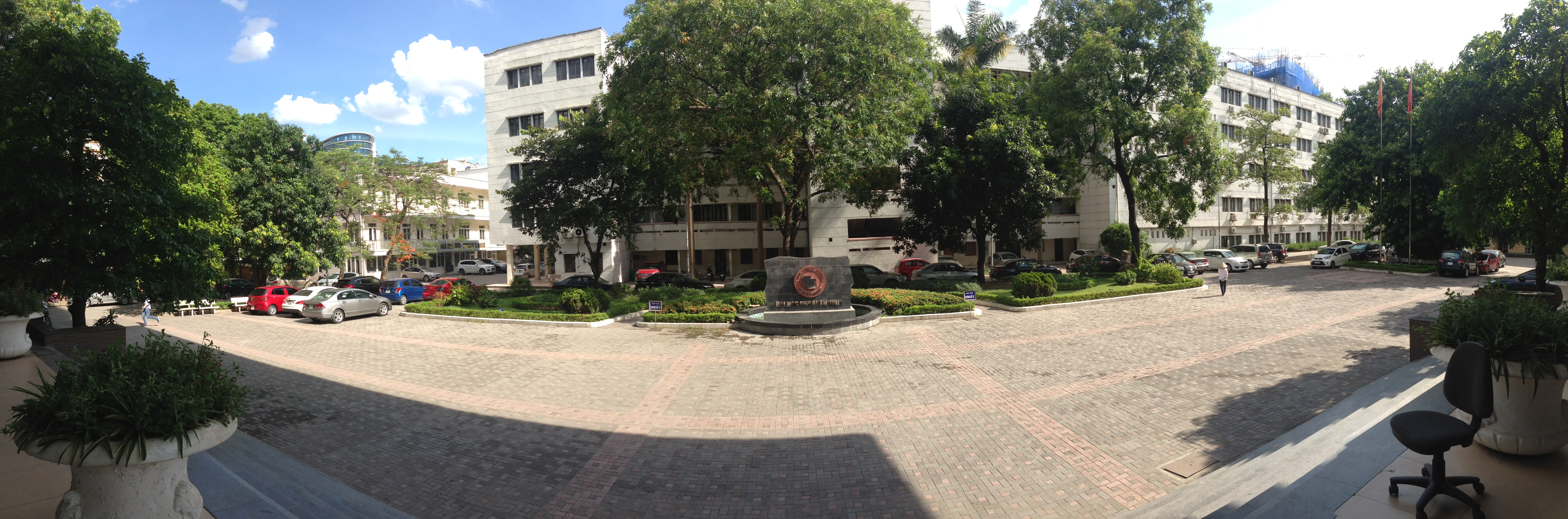
Trụ sở Trường Đại học Ngoại thương

Bắt đầu từ năm 2005, trường Ngoại thương xúc tiến hợp tác đa quốc gia, khu vực, được nhiều trường đại học quốc tế công nhận chương trình đào tạo và thiết lập quan hệ đào tạo từ nhiều quốc gia về cả chương trình liên kết lẫn hợp tác du học, trao đổi sinh viên.
Năm 2009, Trường Đại học Ngoại thương Cơ sở III tại tỉnh Quảng Ninh được thành lập.

#### Khen thưởng
- Chủ tịch nước Nguyễn Minh Triết phong tặng danh hiệu Anh hùng Lao động thời kỳ Đổi Mới vào tháng 5 năm 2010[15]
- Chủ tịch nước Trương Tấn Sang phong tặng danh hiệu Huân chương Độc lập hạng Nhất vào tháng 9 năm 2012.[11]

#### Bê bối
Cuối năm 2012, nhiều ý kiến của đảng viên, tổ chức Đảng Cộng sản Việt Nam, báo chí phản ánh về sai phạm của cơ quan quản lý trường trong quản lý tài chính, đầu tư cơ sở vật chất, đào tạo và sự mất đoàn kết trong nội bộ Ban giám hiệu. Sau đó, Bộ Giáo dục và Đào tạo đã thành lập đoàn thanh tra, kiểm tra trường và tổ chức kiểm điểm sau thanh tra; kết luận ban lãnh đạo đã sai phạm trong vấn đề về ngân sách giáo dục. Bên cạnh đó, tổ chức quản lý trường có những sai phạm khác về thu chi tài chính như vi phạm quy định trong quản lý đào tạo, quản lý mua sắm, đầu tư xây dựng cơ sở vật chất, quản lý tài chính và công tác cán bộ. Đại học Ngoại thương thu học phí cao hơn quy định của Nhà nước; thu, chi tiền ôn thi cao học trái quy chế; phạt sinh viên nếu chậm nộp học phí trái thẩm quyền trong các năm từ năm học 2007 – 2008 đến năm học 2012 – 2013.

## Khuôn viên trường

### Trụ sở chính
Trụ sở chính đặt tại số 91 phố Chùa Láng, phường Láng, thủ đô Hà Nội. Trên cơ sở khuôn viên có từ lúc thành lập là Trường Cán bộ Ngoại giao – Ngoại thương rộng 4,0 hecta, tách ra thành hai trường, trường Ngoại thương ở khu đất nhỏ, chỉ rộng 2,73 hecta, tương ứng với 27.300 m².
Đến thời hiện đại, khuôn viên trường Ngoại thương dần dần được mở rộng, lấp kín toàn bộ diện tích trường. Ngày 9 tháng 9 năm 2009, trường tổ chức khai giảng năm học 2009 – 2010, đồng thời khánh thành tòa nhà đa năng (nhà A) phục vụ học tập và làm việc của với tổng diện tích sàn 11.000 m², cao 12 tầng. Nhà A gồm 32 giảng đường và 12 phòng làm việc được trang bị thiết bị giảng dạy hiện đại.

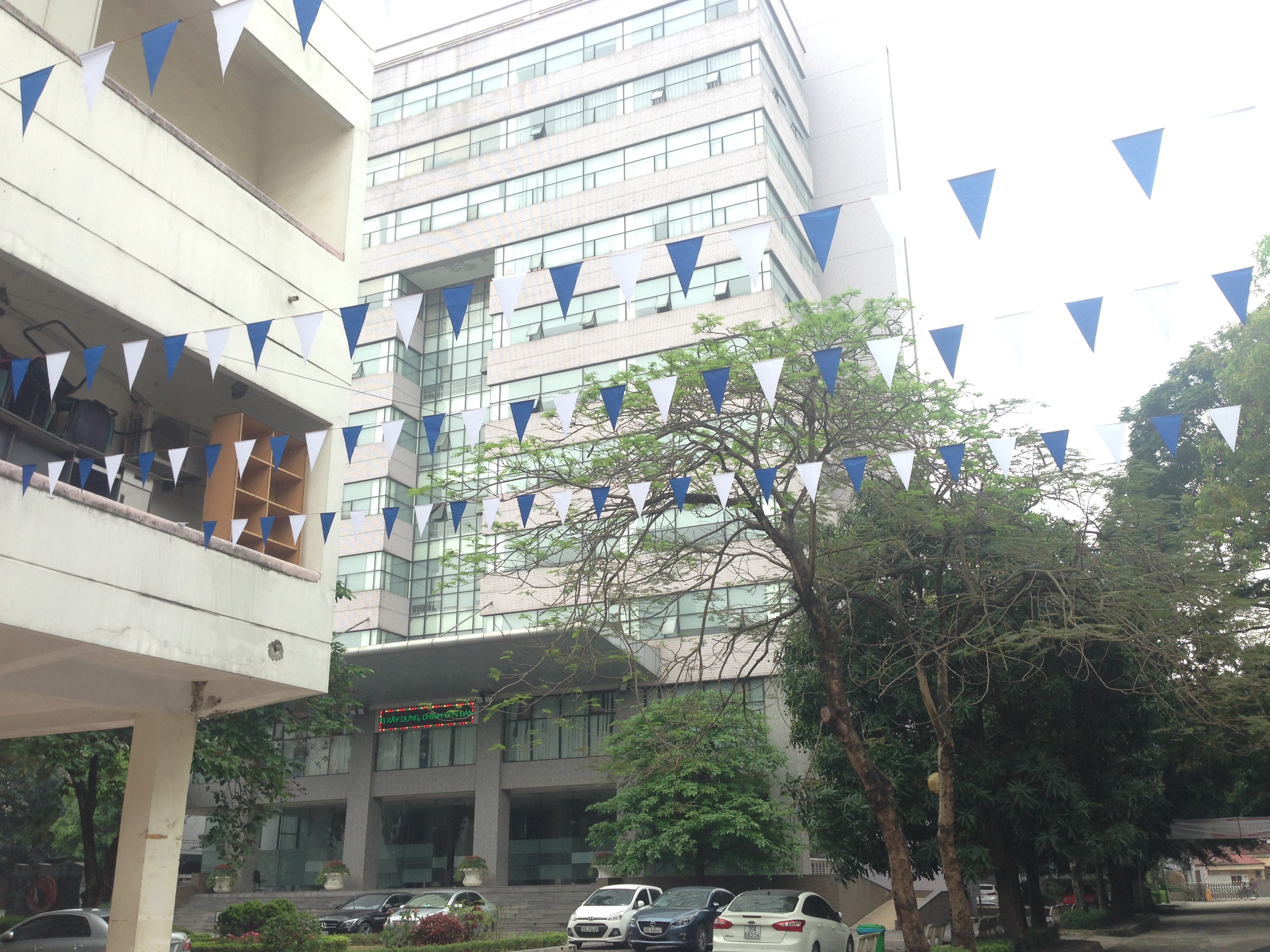
Một góc nhìn về nhà A của FTU năm 2018.

Bên cạnh đó, khuôn viên trường hiện bao gồm các tòa nhà D, E, F, G, H; VJCC; Ký túc xá 1, 2, nhà thể dục thể thao và các khu vực khác phục vụ dịch vụ an ninh, sinh hoạt và giảng dạy. Tòa nhà VJCC cao ba tầng phục vụ hoạt động nghiên cứu hợp tác quốc tế, được xây dựng dựa trên nguồn vốn viện trợ của Chính phủ Nhật Bản, khánh thánh năm 2001; tương tự là nhà D cao hai tầng ban đầu là nơi tổ chức các sự kiện, tòa nhà họp chung, hội trường của trường, còn được gọi là Universal House từ năm 2020, được hỗ trợ bởi ký kết hợp tác giữa trường và Tổ chức Xúc tiến quốc tế hoá Nhật Bản (JAPI) trong việc xây dựng. Năm 2021, nhà D tức FTU – JAPI Universal House là không gian trao đổi quốc tế về học tập, văn hoá, không gian sáng tạo cũng như tiếp cận với tổ chức doanh nghiệp trong nước và quốc tế của sinh viên FTU.
Thư viện tọa lạc ở tòa G, được thành lập từ năm 1967 và đã bắt đầu ứng dụng công nghệ số hóa từ năm 2011. Trường có ký túc xá, mỗi tầng trong ký túc xá đều có phòng học riêng. Từ tháng 3 năm 2021, trên sân thượng trường còn có tiệm cà phê mang tên FTU Coffee and Bar Rooftop.

### Các cơ sở
Trường còn có hai cơ sở ở Thành phố Hồ Chí Minh và Quảng Ninh. Cơ sở Quảng Ninh của Trường Đại học Ngoại thương đặt tại số 260 đường Bạch Đằng, phường Vàng Danh, tỉnh Quảng Ninh. Cơ sở III xây dựng ở vùng địa phương với khuôn viên rộng rãi gồm đầy đủ các tòa nhà giảng đường, ký túc xá, thư viện, hệ thống điện nước, hội trường, được tỉnh Quảng Ninh hỗ trợ trang bị thêm trang thiết bị phục vụ giảng dạy, tăng cường cơ sở vật chất cho hoạt động thể dục thể thao. Cụ thể, cơ sở Quảng Ninh có các khu nhà A là nhà hiệu bộ, nhà B là các phòng học cho sinh viên, nhà C là thư viện, nhà H là hội trường, nhà G là nhà ở giáo viên, nhà K là ký túc xá. Xung quanh trường có sân bóng đá, sân cầu lông, bóng chuyền, sân chơi bóng rổ, nhà đa năng, có khuôn viên rộng lớn và thoáng mát, tạo điều kiện cho sinh viên chơi thể thao và sinh hoạt câu lạc bộ.

## Cơ cấu tổ chức

### Tổ chức quản lý

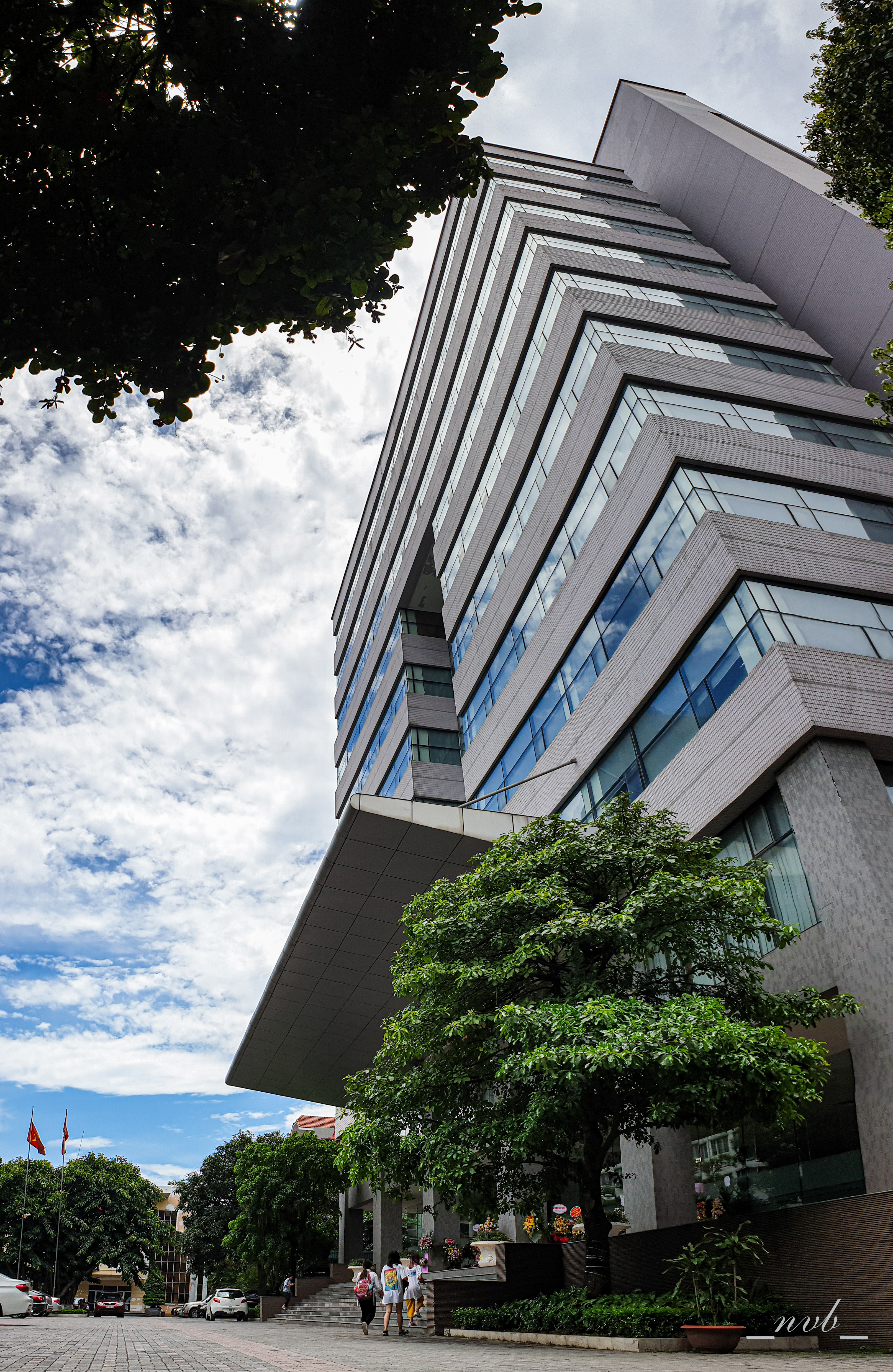
Khu nhà đặt trụ sở Đảng ủy, Ban Giám hiệu và Hội đồng trường.

Trường Đại học Ngoại thương là một đơn vị sự nghiệp công lập trực thuộc Bộ Giáo dục và Đào tạo. Giai đoạn đầu, trường được giao quyền tự chủ hoàn toàn về thực hiện nhiệm vụ, tổ chức bộ máy, nhân sự trong thời gian được công nhận là một trường đại học. Năm 2005, Ngoại thương được chọn là một trong năm trường đại học công lập thí điểm tự chủ tài chính. Năm 2014, Thủ tướng Nguyễn Tấn Dũng quyết định bắt đầu mô hình thí điểm tự chủ tài chính đối với cơ sở giáo dục đại học công lập. Từ đây, các trường bước đầu thay đổi mạnh mẽ phương thức quản trị đại học, tạo nền tảng cho việc đổi mới căn bản trong giáo dục đại học, lấy Ngoại thương là hình mẫu cho giáo dục cả nước nhằm mục đích nâng cao chất lượng đào tạo của Việt Nam theo mô hình quốc tế.
Về mặt tổ chức, Trường Đại học Ngoại thương được quản lý bởi ba đơn vị là Đảng bộ Ngoại thương, Hội đồng Ngoại thương và Ban giám hiệu Ngoại thương. Trong đó Đảng bộ là cơ quan cao nhất, đóng vai trò hạt nhân chính trị lãnh đạo việc thực hiện chủ trương, đường lối của Đảng Cộng sản Việt Nam, chính sách, pháp luật của Nhà nước, lãnh đạo thực hiện công tác chuyên môn và các lĩnh vực công tác khác của Nhà trường hoàn thành các nhiệm vụ được cấp trên giao, nâng cao đời sống vật chất và tinh thần của cán bộ, giáo viên trong trường; Hội đồng trường tổ chức quản trị, thực hiện quyền đại diện của chủ sở hữu và các bên có liên quan, chủ yếu quyết định về chiến lược, kế hoạch phát triển, kế hoạch hằng năm, chủ trương phát triển, ban hành quy chế tổ chức và hoạt động, quy chế tài chính, quy chế dân chủ ở cơ sở, quyết định phương hướng tuyển sinh, mở ngành, đào tạo, liên kết đào tạo, hoạt động khoa học và công nghệ, hợp tác quốc tế; chính sách bảo đảm chất lượng giáo dục đại học, hợp tác giữa trường đại học với doanh nghiệp, đơn vị sử dụng lao động; và Ban giám hiệu trực tiếp chỉ đạo, điều hành các lĩnh vực công tác về cả giáo dục, các cơ quan trực thuộc, chịu trách nhiệm trước Bộ Giáo dục và Đào tạo.

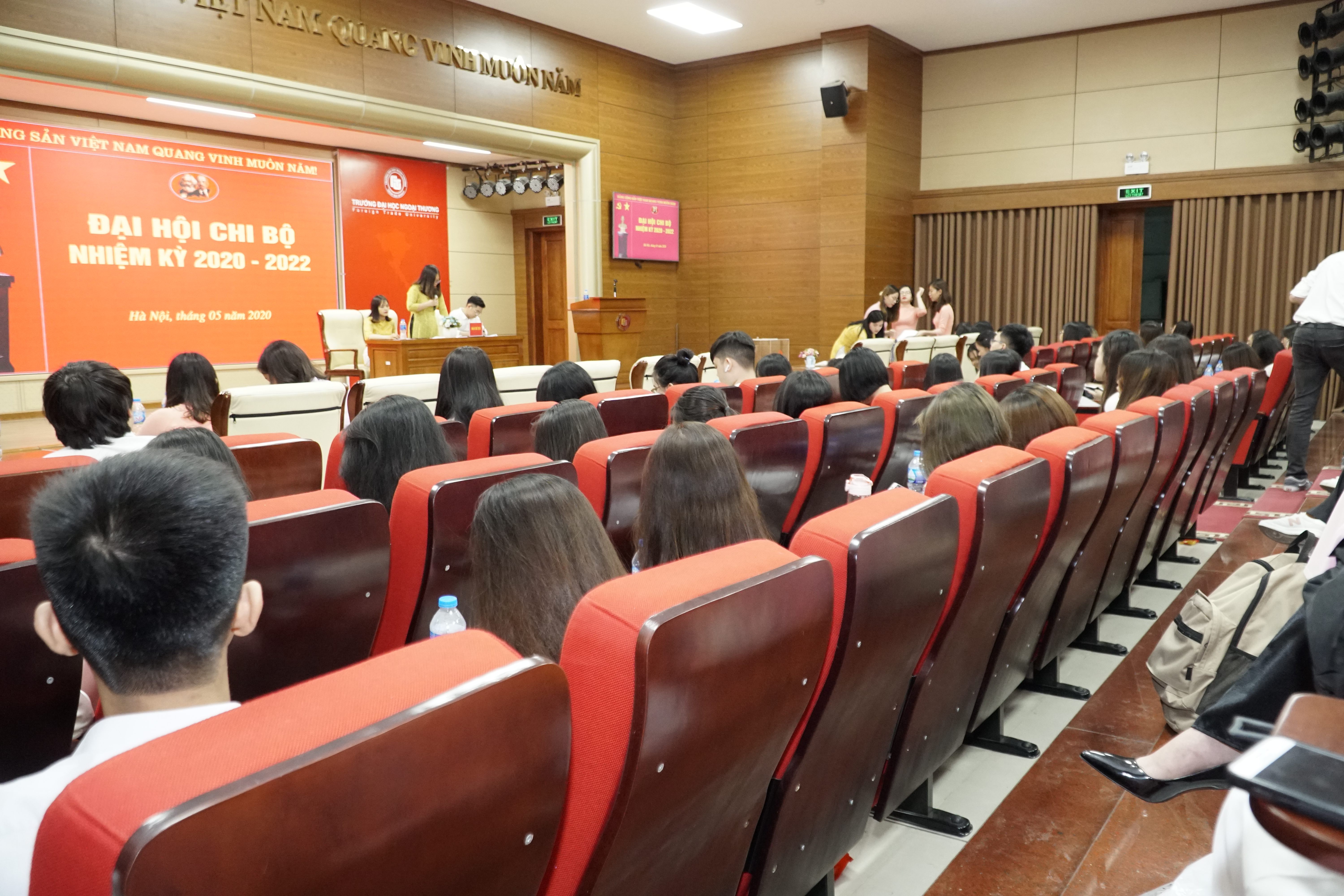
Đại hội một Chi bộ thuộc Đảng bộ Đại học Ngoại thương tại hội trường nhà D, trụ sở Hà Nội năm 2020, chuẩn bị cho Đại hội Đảng bộ toàn trường.

Về nhân sự Đảng bộ, mỗi nhiệm kỳ năm năm, đại hội đảng bộ trường sẽ tiến hành bầu ra Ban chấp hành đảng bộ, tiến tới bầu Bí thư Đảng ủy, người lãnh đạo chủ chốt Ngoại thương. Hội đồng trường là một đội ngũ nhân sự từ nhiều đơn vị cả trong lẫn ngoài trường, và có các thành viên nổi bật là Chủ tịch Tập đoàn tư nhân, Chuyên gia kinh tế Việt Nam. Các chức vị khác như Chủ tịch Hội đồng trường, Hiệu trưởng Ban giám hiệu được bổ nhiệm bởi Bộ trưởng Bộ Giáo dục và Đào tạo. Hiện nay, Bí thư Đảng ủy, Hiệu trưởng Ngoại thương là Phó Giáo sư, Tiến sĩ Bùi Anh Tuấn; Chủ tịch Hội đồng trường là Phó Giáo sư, Tiến sĩ Lê Thị Thu Thủy; cùng với ba Phó Hiệu trưởng là Phó Giáo sư, Tiến sĩ Phạm Thu Hương,  Phó Giáo sư, Tiến sĩ Đào Ngọc Tiến, Phó Giáo sư, Tiến sĩ Vũ Thị Hiền.
Đối với hai cơ sở của trường Ngoại thương đều là bộ phận trong cấu trúc toàn trường. Mỗi cơ sở được trực tiếp quản lý bởi ban giám đốc riêng. Hiện nay, Ban giám đốc Cơ sở II gồm Phó Giáo sư, Tiến sĩ, Giám đốc Nguyễn Xuân Minh, ba vị Phó Giám đốc là Phó Giáo sư, Tiến sĩ Nguyễn Thị Thu Hà; Phó Giáo sư, Tiến sĩ Trần Quốc Trung và Thạc sĩ Phạm Thu Thủy. Ban giám đốc Cơ sở III gồm Tiến sĩ, Giám đốc Nguyễn Bình Minh và Thạc sĩ, Phó Giám đốc Nguyễn Quốc Tuân.

### Các đơn vị của trường
| Đơn vị                          | Thành lập | Nguồn  |
| Ngoại thương                    | 1960      |        |
| Cơ sở II, Thành phố Hồ Chí Minh | 1993      |        |
| Cơ sở Quảng Ninh                | 2009      |        |
| Viện iEIT                       | 2011      |        |
| Viện VJCC                       | 2017      | [ 42 ] |
| Viện SEIB                       | 2018      | [ 43 ] |

Trường Đại học Ngoại thương có Trụ sở chính tại Hà Nội, Cơ sở II tại TP. Hồ Chí Minh và Cơ sở Quảng Ninh; ba viện nghiên cứu; 15 khoa phụ trách chuyên môn; 13 phòng ban hỗ trợ hoạt động toàn diện và tám trung tâm. Ba viện nghiên cứu là Viện Phát triển Nguồn nhân lực Việt Nam – Nhật Bản (Vietnam – Japan Institute for Human Resources Development, viết tắt: VJCC); Viện Kinh tế và Kinh doanh quốc tế (School of Economics and International Business, viết tắt: SEIB), Viện Đào tạo và Tư vấn doanh nghiệp (iEIT), Viện Nghiên cứu sáng tạo.
Viện VJCC có chức năng tổ chức thực hiện công tác đào tạo, nghiên cứu, tư vấn và ứng dụng trong quản lý kinh tế, quản trị doanh nghiệp theo mô hình Nhật Bản và là đơn vị thực hiện Dự án Phát triển nguồn nhân lực kinh doanh do Chính phủ Nhật Bản tài trợ thông qua Cơ quan Hợp tác Quốc tế Nhật Bản (JICA). Đây là một tổ chức nghiên cứu đặc biệt, kết hợp chặt chẽ giữa tinh thần ngoại giao của Chính phủ Việt Nam cùng đất nước Nhật Bản từ năm 1998. VJCC phân viện được đặt tại Ngoại thương Cơ sở II ở Thành phố Hồ Chí Minh. Viện SEIB với tiền thân là Khoa Kinh tế Ngoại thương cùng Khoa Kinh tế và Kinh doanh quốc tế hai khoa được xây dựng từ những năm 1960 cùng với sự ra đời của Trường Đại học Ngoại thương rồi chính thức hợp nhất thành lập năm 2018. SEIB là đơn vị chuyên môn có truyền thống lâu đời nhất của nhà trường. Viện iEIT được thành lập từ năm 2011, phụ trách nghiên cứu các vấn đề về kinh tế và thương mại quốc tế, đào tạo và tư vấn theo nhu cầu của doanh nghiệp đa dạng, khoa học trong nước và quốc tế, bên cạnh đó đảm nhiệm đấu thầu, phối hợp và triển khai các dự án nghiên cứu trong và ngoài nước, phát hành các ấn phẩm khoa học phục vụ học tập, nghiên cứu và kinh doanh.
Ngoại thương có 15 khoa, chia thành ba nhóm tổng quan là nhóm chuyên ngành, nhóm hệ thống cơ sở và nhóm ngoại ngữ. Nhóm chuyên ngành là các khoa tập trung vào giảng dạy chuyên môn kinh tế, quản trị, tài chính và pháp luật. Nhóm hệ thống cơ sở giảng dạy từ các bộ môn cơ bản của giáo dục Việt Nam kết hợp với đào tạo quốc tế, đào tạo tại chức và đào tạo sau đại học. Nhóm ngoại ngữ gồm các khoa phụ trách tiếng Anh, tiếng Nhật, tiếng Trung Quốc và tiếng Pháp. Cụ thể các khoa cùng với năm thành lập gồm:
| Nhóm khoa chuyên ngành | Nhóm khoa chuyên ngành   | Nhóm khoa hệ thống cơ sở | Nhóm khoa hệ thống cơ sở                          | Nhóm khoa ngoại ngữ | Nhóm khoa ngoại ngữ         |
| ---------------------- | ------------------------ | ------------------------ | ------------------------------------------------- | ------------------- | --------------------------- |
| 1999                   | Khoa Quản trị Kinh doanh | 1995                     | Khoa Sau đại học                                  | 2005                | Khoa Tiếng Nhật             |
| 2006                   | Khoa Tài chính Ngân hàng | 2007                     | Khoa Cơ bản                                       | 2006                | Khoa Tiếng Trung Quốc       |
| 2009                   | Khoa Kinh tế quốc tế     | 2008                     | Khoa Lý luận chính trị                            | 2007                | Khoa Tiếng Anh chuyên ngành |
| 2012                   | Khoa Luật                | 2009                     | Khoa Đào tạo quốc tế                              | 2007                | Khoa Tiếng Anh thương mại   |
| 2016                   | Khoa Kế toán Kiểm toán   | 2019                     | Khoa Đào tạo trực tuyến và Phát triển nghề nghiệp | 2007                | Khoa Tiếng Pháp             |

Bên cạnh đó, Ngoại thương có 13 phòng ban và 6 trung tâm. Các phòng, ban phụ trách trực tiếp xử lý hoạt động thường nhật theo các nhóm vấn đề của trường đại học, hỗ trợ Đảng ủy, Hội đồng trường, Ban giám hiệu và quản lý giảng viên, sinh viên, cụ thể gồm: Phòng Quản lý đào tạo, Tổ chức Nhân sự, Hành chính - Tổng hợp, Kế hoạch tài chính, Quản trị thiết bị, Công tác chính trị & sinh viên, Hợp tác quốc tế, Quản lý dự án, Quản lý khoa học, Truyền thông và quan hệ đối ngoại, Văn phòng Đảng - Đoàn thể, Thư viện. Các trung tâm mang đặc điểm là tổ chức tự chủ, độc lập nhất định trong hoạt động vì mục tiêu được đặt ra, gồm: Trung tâm Nghiên cứu, Bồi dưỡng và Tư vấn Kinh tế đối ngoại (FERETCO), Trung tâm Khảo thí và Đảm bảo chất lượng (CQA), Trung tâm Hỗ trợ Sinh viên Trường Đại học Ngoại Thương (FSSC), Trung tâm Công nghệ thông tin (E-learning), Trung tâm Sáng tạo và Ươm tạo FTU (FIIS), Trung tâm Giáo dục thể chất và thể thao,.
Cũng như tổ chức hệ thống đại học ở Việt Nam, về lĩnh vực sinh viên, trường có Đoàn Thanh niên và Hội sinh viên Ngoại thương phụ trách đại diện sinh viên. Tại các cơ sở khác, những ban tương tự trụ sở được thành lập, đóng vai trò trực tiếp quản lý chi nhánh. Đặc biệt ở Cơ sở II Thành phố Hồ Chí Minh, có thêm Trung tâm Tư vấn Giáo dục quốc tế (CEC), và Trung tâm Tư vấn Thương mại quốc tế (ICCC).

## Đào tạo

### Chuyên ngành
Ngoại thương đào tạo các lĩnh vực kinh tế, kinh doanh; quản trị kinh doanh; tài chính – ngân hàng, luật, công nghệ và ngoại ngữ. Lĩnh vực kinh tế đào tạo các chuyên ngành Kinh tế đối ngoại (yêu cầu tiếng Anh cao), Thương mại quốc tế, Kinh tế quốc tế, Kinh tế và phát triển quốc tế. Lĩnh vực kinh doanh và quản trị có các chuyên ngành Quản trị kinh doanh quốc tế, Kinh doanh quốc tế, Logistics và quản lý chuỗi cung ứng theo định hướng nghề nghiệp quốc tế.
Ngoại thương đào tạo lĩnh vực tài chính với các chuyên ngành Kế toán – Kiểm toán, Kế toán – Kiểm toán định hướng nghề nghiệp ACCA, Tài chính quốc tế, Phân tích và đầu tư tài chính, và Ngân hàng. Từ năm 2012, trường mở thêm ngành pháp luật với chuyên ngành Luật Thương mại quốc tế và Luật Kinh doanh quốc tế.
Về lĩnh vực ngoại ngữ, Ngoại thương đào tạo ngoại ngữ thương mại gồm các chuyên ngành Tiếng Anh thương mại, Tiếng Pháp thương mại, Tiếng Trung thương mại Tiếng Nhật thương mại và tiếng Nga.

### Cơ bản và sau đại học
Ngoại thương là trường đại học công lập, có hệ thống đào tạo cơ bản tuân thủ mô hình giáo dục của Việt Nam. Trên cơ sở đó, ba nhóm các môn học nền tảng được giảng dạy cho sinh viên là nhóm học phần đại cương, học phần chính trị và học phần giáo dục quốc phòng. Học phần đại cương gồm những môn như Tin học đại cương, Phát triển kỹ năng, Logic học và phương pháp học tập, nghiên cứu khoa học, Kinh tế vi mô và Kinh tế vĩ mô cùng nhóm các môn ngoại ngữ chia thành nhiều bậc học thời gian dài. Học phần chính trị gồm các môn Tư tưởng Hồ Chí Minh, Những nguyên lý cơ bản của Chủ nghĩa Marx – Lenin và Đường lối cách mạng của Đảng Cộng sản Việt Nam Học phần giáo dục quốc phòng được tổ chức cho tất cả sinh viên tham gia khóa học quốc phòng theo sự giảng dạy của quân đội, học cách sinh hoạt và thực hiện như quân nhân trong thời gian nghĩa vụ. Đối với Ngoại thương, sinh viên được chuyển tới khu vực quân sự trong khoảng một tháng sinh sống và theo học, tại Trung tâm Giáo dục quốc phòng và an ninh, Trường Đại học Sư phạm Hà Nội 2 ở xã Xuân Hòa, thành phố Phúc Yên, tỉnh Vĩnh Phúc đối với sinh viên trụ sở Hà Nội; tại Trường Quân sự – Quân đoàn 4 ở phường Bình Hòa, thị xã Thuận An, tỉnh Bình Dương đối với sinh viên cơ sở Thành phố Hồ Chí Minh.
Ngoài ra, giáo dục Ngoại thương được tổ chức theo hệ thống tín chỉ tại Việt Nam từ năm 2007, là một phương pháp đào tạo được áp dụng đối với giáo dục đại học có nguồn gốc từ phương pháp đào tạo theo hệ thống tín chỉ ra đời năm 1872 tại Hoa Kỳ. Với cấu trúc này, sinh viên có thể đăng ký học phần tự do theo nhu cầu của bản thân ở đa số các bộ môn, trừ một số môn học tập trung theo tập thể như giáo dục quốc phòng, tuần sinh hoạt sinh viên; và tiến độ học tập tiến hành theo chương trình sẵn có từ cơ sở cho đến chuyên ngành, kết hợp thực tập và tốt nghiệp.
Đối với lĩnh vực sau đại học, trường đào tạo bằng thạc sĩ, nghiên cứu sinh và tiến sĩ. Theo thông tin năm 2019, Thạc sĩ gồm tám chuyên ngành là Kinh tế quốc tế (MIE), Quản trị kinh doanh, Quản lý kinh tế, Điều hành cao cấp (EMBA), Tài chính – Ngân hàng, Kinh doanh thương mại, Luật Kinh tế và Chính sách và Luật Thương mại Quốc tế (MITPL). Tiến sĩ gồm ba chuyên ngành là Kinh tế quốc tế, Quản trị kinh doanh, và Tài chính – Ngân hàng. Việc đào tạo thạc sĩ xây dựng trong 1,5 năm; tiến sĩ trong ba năm, phối hợp ngôn ngữ đào tạo hệ tiếng Việt cùng hệ tiếng Anh, đều tiến hành theo định hướng nghiên cứu hoặc ứng dụng bối cảnh thực tế chuyên môn khoa học xoay quanh kinh tế và thị trường xã hội đương đại, cộng thêm chiến lược nghiên cứu khoa học, đề tài, ấn phẩm khoa học đối nội, đối ngoại và toàn cầu. Học viên tham gia bằng cách bổ sung kiến thức cho chuyên ngành cần thiết, thi tuyển trực tiếp, theo học, nghiên cứu với thể thức áp dụng từ đào tạo sau đại học phổ biến quốc tế, tiến tới bảo vệ luận văn thạc sĩ và nghiên cứu, bảo vệ luận án tiến sĩ.

### Hợp tác quốc tế
Năm 2020, trường có 18 chương trình liên kết đào tạo với hơn 20 trường đối tác đến từ 10 quốc gia. Trong đó có 8 chương trình đào tạo bậc cử nhân và 10 chương trình đào tạo bậc thạc sĩ.
Theo số liệu năm 2013, trường liên kết với khoảng 160 trường quốc tế. Dựa trên số liệu năm 2021, trao đổi sinh viên với gần 100 trường. Với các chương trình liên kết, sinh viên có thể chọn theo chương trình do trường đối tác cấp bằng hoặc do Ngoại thương cấp bằng.

## Tuyển sinh
Từ năm 2015, Kỳ thi trung học phổ thông quốc gia ra đời, Ngoại thương tuyển sinh theo điểm số phổ thông quốc gia theo các khối chủ yếu là A, D, bộ môn Toán, Văn, Vật lý, Hóa học, tiếng Anh phối kết hợp cùng ngôn ngữ; bên cạnh đó là xét tuyển thẳng đổi với các học sinh giỏi quốc gia theo học trường chuyên và sử dụng chứng chỉ quốc tế. Các thí sinh được xét tuyển vào trường khi đạt mức điểm tối thiểu, sau đó tiếp tục xét tuyển cho chuyên ngành cụ thể theo học.
Từ năm 2021, có sáu phương thức tuyển sinh:
- Xét tuyển dựa trên kết quả học tập trung học phổ thông dành cho thí sinh tham gia thi học sinh giỏi quốc gia, hoặc tham gia cuộc thi khoa học kỹ thuật quốc gia thuộc lĩnh vực phù hợp với tổ hợp điểm xét tuyển của trường, đạt giải học sinh giỏi cấp tỉnh, thành phố trực thuộc trung ương lớp 11 hoặc lớp 12, và thí sinh thuộc hệ chuyên của trường trọng điểm quốc gia.[108]
- Xét tuyển kết hợp giữa chứng chỉ quốc tế và kết quả học tập, kết quả thi tốt nghiệp dành cho thí sinh hệ chuyên và hệ không chuyên, áp dụng cho các chương trình giảng dạy bằng tiếng Anh và Ngôn ngữ thương mại.
- Dựa trên kết quả thi tốt nghiệp phổ thông năm 2021, áp dụng cho các chương trình tiêu chuẩn.
- Xét tuyển theo kết quả các kỳ thi đánh giá năng lực quốc gia
- Xét tuyển thẳng[109]

Theo số liệu năm 2019 từ chính nhà trường, trường có gần 20.000 sinh viên, học viên, nghiên cứu sinh. Học phí năm học 2020-2021 rơi vào mức 18.5 - 60 triệu/sinh viên.

## Nhân vật nổi tiếng
Thời kỳ đầu, Huỳnh Tấn Phát là một trong những giảng viên đầu tiên.

### Cựu sinh viên
Trong lĩnh vực chính trị, trường đã đào tạo Mai Tiến Dũng, Vũ Đại Thắng từ K31, Phạm Gia Túc.
Trong lĩnh vực kinh tế, nhà kinh tế Vũ Viết Ngoạn, chuyên gia kinh tế Phạm Chi Lan, nhà kinh tế Vũ Tiến Lộc đều tốt nghiệp từ Ngoại thương. Ngoài ra còn có Chủ tịch VinFast, cựu Phó Chủ tịch, CEO Tập đoàn Vingroup Lê Thị Thu Thủy; Nguyễn Đức Vinh, Hùng Đinh, CEO DesignBold; Nguyễn Mạnh Dũng, Chủ tịch CyberAgent Việt Nam – Thái Lan, đồng sáng lập Tiki, Nhaccuatui, Foody.
Hội Cựu sinh viên Ngoại thương (FTU Alumni Association, FAA) là tổ chức nhằm kết nối cựu sinh viên trong cộng đồng.

### Văn hóa và xã hội
Sáu hoa hậu quốc gia từng theo học trường gồm Nguyễn Thiên Nga, Mai Phương Thúy, Nguyễn Cao Kỳ Duyên, Đỗ Mỹ Linh, Phan Thị Ngọc Diễm, và Lương Thùy Linh. Bên cạnh đó là nhiều Á hậu, Hoa hậu cấp khu vực như Trịnh Chân Trân, Á hậu Việt Nam 2004; Nguyễn Thụy Vân, Huỳnh Thị Thùy Dung, Á hậu Việt Nam 2016; Nguyễn Thị Quỳnh Nga, Á khôi Sinh viên Việt Nam 2017, Á hậu Sắc đẹp Quốc tế 2024, BTV - MC của VTV; Nguyễn Thị Diệu Thùy, Á hậu Đại dương Việt Nam 2017; Huỳnh Phạm Thủy Tiên, Thạc sĩ EMBA, Giảng viên Ngoại thương, Á hậu Hoàn vũ Việt Nam 2022; Phùng Bảo Ngọc Vân, Người đẹp Truyền thông Hoa hậu Việt Nam 2016 Những người hoạt động trong ngành giải trí là ca sĩ Hoàng Dũng, Đức Tuấn, diễn viên Diễm My 9x, Lan Phương, Bích Ngọc, Tiêu Ngọc Linh, Á quân Vietnam's Next Top Model 2014, dẫn chương trình VTV Nguyễn Thu Hà, BTV Lê Hoàng Linh, đạo diễn - BTV Lê Mỹ Cường, BTV - MC Phạm Điệp Anh của VTV, CEO của cuộc thi Hoa hậu Hoàn vũ Việt Nam Trần Việt Bảo Hoàng, Á quân The Face Vietnam 2023 Võ Minh Toại.

## Tác phẩm
- Trường Đại học Ngoại thương (2011). Tuyển tập tóm tắt các công trình nghiên cứu khoa học giai đoạn 2006 – 2010 Ngoại thương (bằng tiếng Việt, tiếng Anh, và tiếng Pháp). Nhà xuất bản Đại học quốc gia Hà Nội. tr. 519. ISBN 978-6-0462-0611-8.{{Chú thích sách}}:  Quản lý CS1: ngôn ngữ không rõ (liên kết)
- Trường Đại học Ngoại thương (2016). Hội nhập kinh tế quốc tế và vấn đề tăng trưởng của Việt Nam (bằng tiếng Việt và tiếng Anh). Thành phố Hồ Chí Minh: Nhà xuất bản Đại học Quốc Gia Thành phố Hồ Chí Minh. tr. 303. ISBN 978-6-0473-3948-8.{{Chú thích sách}}:  Quản lý CS1: ngôn ngữ không rõ (liên kết)
- Trường Đại học Ngoại thương, Tạp chí Kinh tế quốc tế Lưu trữ ngày 13 tháng 5 năm 2021 tại Wayback Machine, Tạp chí Kinh tế đối ngoại Lưu trữ ngày 30 tháng 3 năm 2022 tại Wayback Machine, ISSN 2615-9856, xuất bản hàng năm.